# Тисадоб
Тисадоб (угор. Tiszadob) — селище (надькьожег) в медьє Саболч-Сатмар-Береґ в Угорщині.

## Населення
Займає площу 82,61 км², на якій проживає 3016 жителів (за даними 2010 року). За даними 2001 року, 93 % жителів селища — угорці, 7 % — цигани.

## Розташування
Розташоване на річці Тиса за 41 км на захід від міста Ньїредьгаза. В селищі є залізнична станція.

## Пам'ятки
- Замок Андраші, побудований графом Дюлою Андраші в 1880—1885 роках. Замок має 365 вікон, 52 кімнати, 12 веж і 4 входи, що символізує рік (кількість днів, тижнів, місяців і пір року).

| Угорщина | Це незавершена стаття з географії Угорщини. Ви можете допомогти проєкту, виправивши або дописавши її. |